# Spirillen
Spirillen (Marsupilami) er en tegneseriefigur skabt af tegneserieforfatter Franquin. Spirillen blev skabt som bifigur i
serien Splint & Co., som Franquin var forfatter på i en årrække. Da Franquin forlod serien tog han Spirillen med sig, for at lave en soloserie med figuren.

## Baggrund
Spirillen optræder første gang i Splint albummet Arvestriden fra 1952, hvor Kvik og hans fætter Sante skal løse tre opgaver for at afgøre, hvem af dem der skal arve deres nyligt afdøde onkel. Den tredje opgave lyder: "Jeg er en af de få det er blevet beskåret at se en
Spiril, jeg har altid længtes efter at opklare mysteriet, men det skulle altså ikke lykkes mig, men jeg ønsker at mine nevøer fortsætter
eftersøgningen. Det drejer sig om at finde deres opholdssted, følge og beskrive deres levevis og endelig bringe et levende eksemplar med
tilbage til zoo."
Ifølge Doktor L.I.Birkind holder Spirillen til i Palombia, nærmere betegnet i området omkring Sombreroklippen.

## Optrædener
Efter Arvestriden optræder Spirillen ofte i Splint og Kviks eventyr, bl.a. i albummene Den vilde spiril og Hvor er spirillen?.
I 1993 får Disney licens til at indspille en miniserie med Spirillen.

## Spirillen-albummer udgivet på dansk
Spirillen går solo i 1987 og i Danmark er der indtil nu udgivet følgende albums:
1. Mission: fang Spirillen
2. Spirillens plejebarn
3. Den sorte spiril
4. De tre små spiriller
5. Spirillen går i krig
6. Spirillen i en anden verden
7. Spirillen og guldfuglen
8. Spirillen og lattertemplet
9. Spirillen og stjerneskibet
10. Spirillen og diamantgåden
11. En spiril i præmie